# Pierre-André Valade
Pierre-André Valade (* 14. Oktober 1959 in Brive-la-Gaillarde) ist ein französischer Flötist und Dirigent.

## Leben
Valade begann seine musikalische Laufbahn als Flötist und arbeitete erst ab 1990 ausschließlich als Dirigent. Mit Philippe Hurel gründete er 1991 in Paris das Ensemble Court-Circuit, dessen musikalischer Leiter er bis 2008 war. Von 2009 bis 2014 war er Chefdirigent der Athelas Sinfonietta in Kopenhagen. 2013 wurde er zum Ersten Gastdirigenten des Ensemble Orchestral Contemporain in Lyon ernannt und 2014 wurde er Conductor-in-Residence beim Meitar Ensemble in Tel Aviv. Als Gastdirigent arbeitete er u. a. mit dem Tonhalle-Orchester Zürich, dem BBC Symphony Orchestra, dem BBC Scottish Symphony Orchestra, den Göteborgs Symfonikern, dem Orchestre Philharmonique de Radio France, dem Orchestre de Paris, den Orchester der Mailänder Scala und des Teatro Carlo Felice, dem Montreal Symphony Orchestra, dem Seoul Philharmonic Orchestra, dem Philharmonieorchester Tokio, dem Nationalen Symphonieorchester des Polnischen Rundfunks und dem
Eesti Riiklik Sümfooniaorkester.
Das besondere Interesse Valades gilt dem musikalischen Repertoire des 20. und 21. Jahrhunderts, vor allem der französischen Vertreter der Spektralmusik wie Hugues Dufourt, Gérard Grisey, Philippe Hurel, Philippe Leroux und Tristan Murail. Weiterhin dirigierte er Werke von Komponisten wie Hector Berlioz, Richard Wagner, Giuseppe Verdi, Gustav Mahler, Maurice Ravel, Claude Debussy und Igor Strawinsky bis Luciano Berio, Harrison Birtwistle, Elliott Carter, Helmut Lachenmann und Karlheinz Stockhausen.
An der Opera National du Rhin dirigierte Valade die Uraufführung von Marc Monnets Oper Pan. Zu Olivier Messiaens 100. Geburtstag 2008 führte er Werke des Komponisten in London, Wellington, Basel and Hanoi auf. In der Suntory Hall leitete er die japanische Erstaufführung von Griseys Les Espaces Acoustiques und Pierre Boulez’ Pli selon pli. An der Den Norske Opera dirigierte er Knut Vaages Khairos an der Northern Ireland Opera Gerald Barrys Importance of Being Earnest.
Seine Aufnahme von Griseys Les Espaces Acoustiques wurde 1999 mit dem Diapason d’or und dem Grand Prix du Disque ausgezeichnet. 2001 ernannte ihn der französische Kultusminister zum Chevalier des Ordre des Arts et des Lettres.